# Salomon Eheth
Salomon Eheth (* 15. Mai 1961 in Ndikinimeki, Kamerun) ist ein kamerunischer Diplomat, der sein Land bei den internationalen Organisationen in Genf vertritt.

## Leben
Salomon Eheth wurde am 15. Mai 1961 im kamerunischen Ndikinimeki geboren. In seiner akademischen Laufbahn wurde ihm vom International Relations Institute of Cameroon der University of Yaounde ein Ph.D. in internationalen Beziehungen verliehen.
Eheth trat daraufhin in den Regierungsdienst seines Heimatlandes ein. Im Jahr 1989 wurde er dann Chief of the Service of Regulations im Außenministerium Kameruns. In dieser Position blieb er bis zum Jahr 2000, in dem er dann Berater des Präsidenten der Republik wurde. Nach weiteren 17 Jahren in dieser Position wechselte er zum International Relations Institute of Cameroon, an dem er seinen Ph.D. bekommen hatte, und wurde dessen Direktor. Dies blieb er bis zum Jahr 2000.
Im Jahr 2000 wurde er dann zum Ständigen Vertreter seines Landes bei den Vereinten Nationen in Genf ernannt. Seine Dokumente übergab er am 1. September 2020 an die Generaldirektorin Tatjana Walowaja. Eheth ist in dieser Funktion auch Ständiger Vertreter seines Landes bei der Welthandelsorganisation (WTO). Im Rahmen dieses Amtes übergab er im Dezember 2024 an Generaldirektorin Okonjo-Iweala die Ratifikationsurkunde Kameruns für das Übereinkommen über Fischereisubventionen und nahm an Treffen teil, bei denen es um Details für die Ausrichtung der 14. Ministerkonferenz der WTO, die Kamerun 2026 ausrichten wird, ging. Er ist im Jahr 2024 Vorsitzender des Ausschusses für regionale Handelsabkommen.